# Nicolas Levrat
Nicolas Levrat (* 30. Mai 1964) ist ein französisch-schweizerischer Völkerrechtler. Er ist seit 2023 UN-Sonderberichterstatter für die Menschenrechtssituation von Minderheiten.

## Biographie
Nicolas Levrat studierte Rechtswissenschaften und promovierte über Völkerrecht. Er begann seine berufliche Laufbahn 1991 als europäischer Beamter beim Europarat und wechselte 1994 an die Université libre de Bruxelles, wo er zu Minderheitenfragen in Belgien forschte.
2001 wurde Levrat ordentlicher Professor für Völker- und Europarecht an der Universität Genf. Dort wurde er 2007 zum Direktor der Abteilung für Europastudien ernannt, die er 2013 in das Institut für Globale Studien umwandelte. Von 2016 bis 2019 war er Direktor der Abteilung für Völkerrecht.
Schwerpunkte seiner Forschung und Lehre sind Rechte von Völkern und Minderheiten, Föderalismus und den Beziehungen zwischen Rechtssystemen.
Im Jahr 2022 wurde er zum 2. Vizepräsidenten des Beratenden Ausschusses für das Rahmenübereinkommen zum Schutz nationaler Minderheiten des Europarats gewählt.
Er wurde am 13. Oktober 2023 vom UN-Menschenrechtsrat zum Sonderberichterstatter für die Menschenrechtssituation von Minderheiten ernannt und trat sein Amt als Nachfolger des Kanadiers Fernand de Varennes am 1. November 2023 an. In seinem ersten Report im Februar 2024 beschrieb er, dass die internationale Gemeinschaft auch über 30 Jahre nach der Deklaration der Rechte von Angehörigen nationaler oder ethnischer, religiöser und sprachlicher Minderheiten von 1992 noch in vielen Bereichen weit hinter deren Forderungen zurückliegt.

## Publikationen (Auswahl)
- Nicolas Levrat: La construction européenne est-elle démocratique? (= La documentation française coll. RéflexeEurope (série Débats)). Paris 2012 (französisch).
- Nicolas Levrat: L'Europe et ses collectivités territoriales. Réflexions sur l'organisation et l'exercice du pouvoir territorial dans un monde globalisé. PIE P. Lang, Bruxelles 2008 (französisch).
- Nicolas Levrat in Kooperation mit Samantha Besson, Schulthess-Bruylant-LGDJ, (Hrsg.): (Dés) ordres juridiques européens / European Legal (dis)orders (= Fondements du droit européen). 2012 (französisch).
- Nicolas Levrat in Kooperation mit Frédéric Esposito (Hrsg.): Europe: de l’intégration à la Fédération. Academia-Bruylant, Louvain-la-Neuve 2010 (französisch).
- Nicolas Levrat: Globalisation, Multilateralism, Europe. Towards a Better Global Governance? Hrsg.: M. Telo. Ashgate, Farnham 2013, Legal studies and Global Governance (englisch).
- Nicolas Levrat: Multiculturalismes et identités en Europe. Hrsg.: M. Aligisakis, S. Dascalopoulos. Academia-L’Harmattan, Louvain-la-neuve 2012, L’Europe va-t-elle abandonner le multiculturalisme sans l’avoir essayé? (französisch).
- Nicolas Levrat: L’initiative citoyenne européenne: une réponse au déficit démocratique? In: Cahiers de droit européen, 2011 n° 1. (französisch).
- Nicolas Levrat: L' Europe et ses collectivités territoriales. PIE Lang, Bruxelles 2005 (französisch).